# Haim Yellin

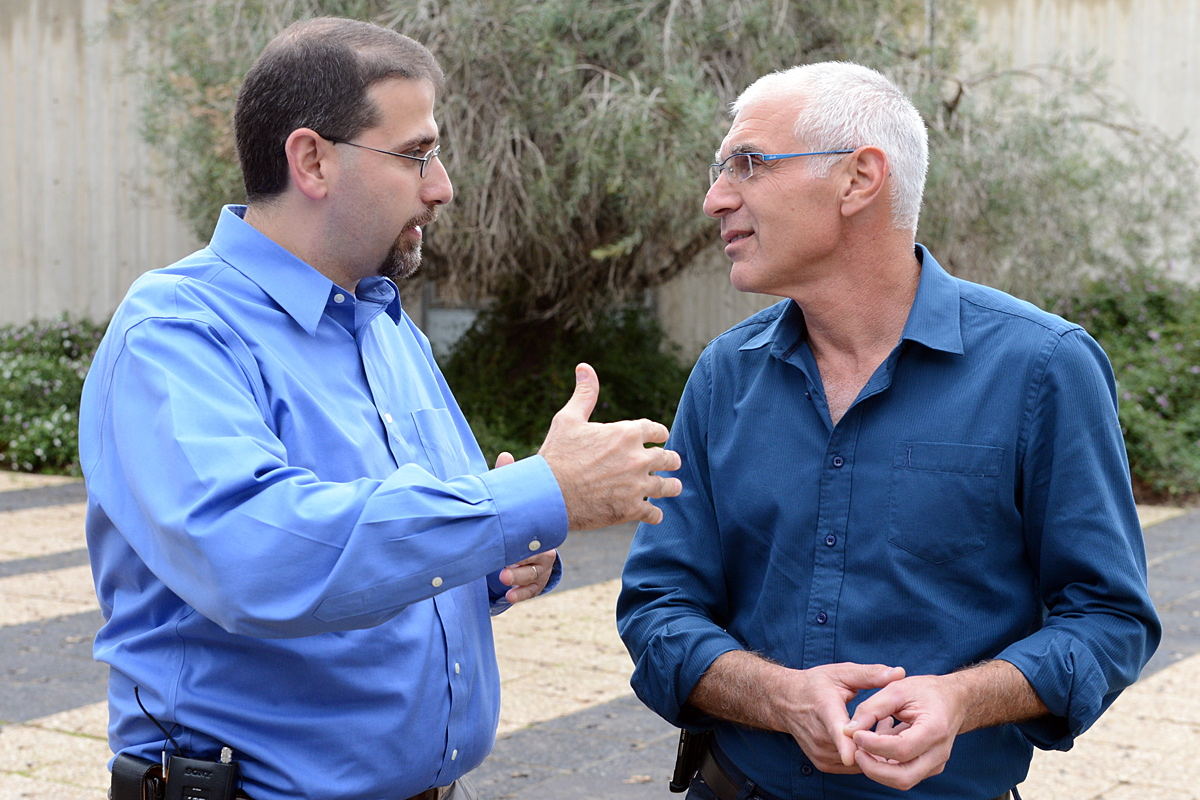
Haim Yellin

Haim Yellin (hebräisch חַיִּים יֶלִּין Chajjīm Jellīn; * 12. August 1958 in Buenos Aires) ist ein israelischer Politiker der Jesch Atid.

## Leben
Yellin studierte nach seinem Militärdienst Wirtschafts- und Verwaltungswissenschaften an der Ben-Gurion-Universität im Negev. Yellin wurde zum Vorsitzenden der Regionalverwaltung Eschkol gewählt. Er ist seit Mai 2015 Abgeordneter in der Knesset. Yellin ist verheiratet.